# Ciclazindol
Ciclazindol (WY-23,409) là thuốc chống trầm cảm và thuốc gây tê thuộc nhóm hóa chất tetracyclic được phát triển vào giữa đến cuối những năm 1970, nhưng chưa bao giờ được bán trên thị trường. Nó hoạt động như một chất ức chế tái hấp thu norepinephrine, và ở mức độ thấp hơn như một chất ức chế tái hấp thu dopamine. Ciclazindol không có tác dụng đối với SERT, thụ thể 5-HT, thụ thể mACh hoặc thụ thể α-adrenergic và chỉ có ái lực yếu với thụ thể H 1. Theo đề xuất của các đặc tính gây tê cục bộ, ciclazindol cũng có thể ức chế các kênh natri. Nó được biết là chặn kênh kali là tốt.